# Ніколо Саґредо

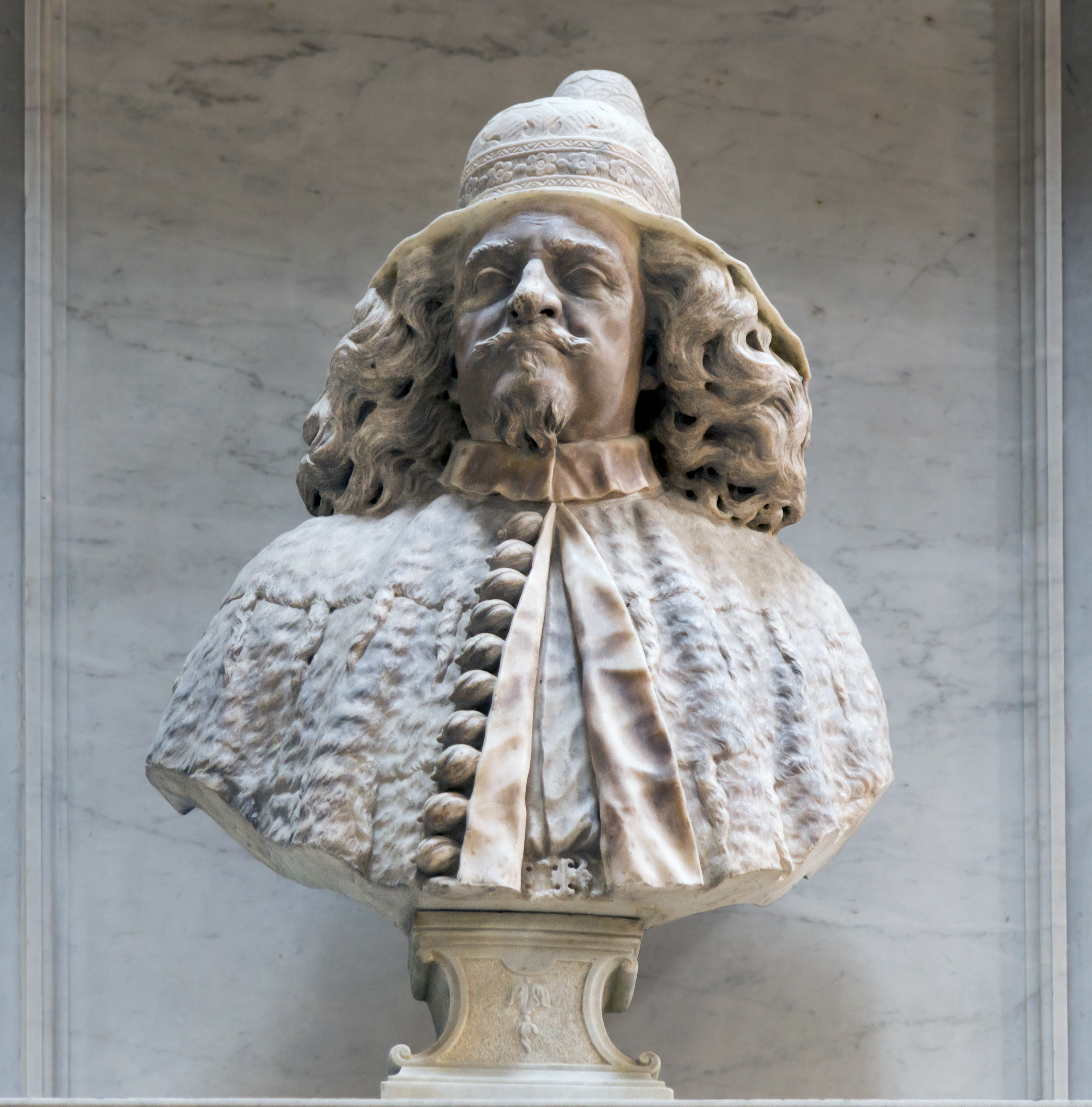
Niccolo Sadredo

Ніколо́ Саґре́до (італ. Nicolò Sagredo) — 105-й венеційський дож у 1675—1676 роках.

## Біографія
Належав до найновішої (case novissime) патриціанської родини, що набула свій статус у XIV ст., що мала походження з Себеніко Старший син Дзаккарії Сагредо з гілки Сан-Софія та Паоли Фоскарі з гілки Сан-Панталон. Кар'єрі Ніколо спочатку заважала репутація його батька як боягуза: 25 травня 1630 року в битві при Валеджо під час війни за мантуанську спадщину Дзаккарія Сагредо дезертирував посеред битви, в якій венеціанські війська були повністю розгромлені. За це його було позбавлено посади прокуратора Святого Марка й ув'язнено на 10 років. Родині Сагредо вдалося реабілітуватися під час Кандійської війни завдяки звитягам Бернардо і Паоло, братів Ніколо, і тим часом родина досить розбагатіла (мала палац у Венеції, землі в Істрії, Далмації і Венето, ліса й залізні копальні у Доломітових Альпах). 
Ніколо Сагредо зміг використати своє багатство та новознайдену повагу. У 1640-х роках його призначали послом до Іспанії, де йому було надано титул кавалера, потім Франції й зрештою до імператора Священної Римської імперії. 12 жовтня 1651 року призначається послом до папи римського Іннокентія X. У 1653 році йому лише з труднощами вдалося зібрати щонайменше 2 тис. вояків для оборони Криту. 1655 року залишив Риму, але 1660 року знову виконував дипломатичне доручення до Папської держави.
18 червня 1655 року Сагредо став одним з вищих прокураторів Святого Марка. У 1659 та 1668 роках він був відповідальним за Падуанський університет. У 1661 році придбав у родини Морозіні палац, що перейменував на Ка'Сагредо. 
6 лютого 1675 року його було легко обрано дожем, оскільки був не видатною особистістю. Він відсвяткував своє обрання святкуваннями та подарунками. Така церемонія була єдиною помітною рисою його правління як дожа. У тому ж році він відсвяткував традиційний шлюб Венеції з морем з рівнем пишноти та церемонії, який Венеція надовго запам'ятала.
Окрім марнотратства грошей на вечірки та розкішні бенкети, дож подбав про прикрашання Палацу дожів, а також про художнє мощення найважливіших вулиць міста, таких як Мерчерія між площею Святого Марка та мостом Ріальто. Раніше їх вкривали лише бруківкою. Це ще більше погіршив державний бюджет, який після війни опинився у збитковому становищі.
Помер 14 серпня 1676 року, після трьох діб коми від розриву пупкової грижі. Його було поховано у церкві Сан-Франческо делла Вінья